# Puig de Carroig
El Puig de Carroig és una muntanya de 261,3 metres del massís del Montgrí, que és al municipi de Torroella de Montgrí, a la comarca catalana del Baix Empordà.